# 9105 Matsumura
9105 Matsumura è un asteroide della fascia principale. Scoperto nel 1997, presenta un'orbita caratterizzata da un semiasse maggiore pari a 2,8796028 UA e da un'eccentricità di 0,0908432, inclinata di 2,17031° rispetto all'eclittica.